# Liste des arrondissements du Cher
Le département du Cher  comprend trois arrondissements.

## Composition
| Nom                                    | Code Insee | Superficie (km2) | Population (dernière pop. légale) | Densité (hab./km2) | Modifier             |
| -------------------------------------- | ---------- | ---------------- | --------------------------------- | ------------------ | -------------------- |
| Arrondissement de Bourges              | 181        | 2 783,90         | 170 733 (2022)                    | 61                 | modifier les données |
| Arrondissement de Saint-Amand-Montrond | 182        | 2 683,70         | 60 997 (2022)                     | 23                 | modifier les données |
| Arrondissement de Vierzon              | 183        | 1 767,40         | 67 766 (2022)                     | 38                 | modifier les données |
| Cher                                   | 18         | 7 235,00         | 299 496 (2022)                    | 41                 | modifier les données |

## Histoire
- 1790 : création du département avec sept districts : Aubigny, Bourges, Châteaumeillant, Saint-Amand, Sancerre, Sancoins, Vierzon
- 1800 : création des arrondissements : Bourges, Saint-Amand-Montrond, Sancerre
- 1926 : suppression de l'arrondissement de Sancerre
- 1984 : création de l'arrondissement de Vierzon